# Francisco Garza Gutiérrez
Francisco Garza Gutiérrez (14 de março de 1904 - 30 de novembro de 1997) foi um futebolista mexicano. Ele competiu na Copa do Mundo de 1930, sediada no Uruguai.